# Кітті-Гок (Північна Кароліна)
Кітті-Гок (англ. Kitty Hawk) — місто (англ. town) в США, в окрузі Дер штату Північна Кароліна. Населення — 3689 осіб (2020). Розташоване на Зовнішніх мілинах, бар'єрних островах Північної Кароліни.
Місцевість відома історичним польотом літака братів Райт, які для свого експерименту обрали Зовнішні мілини (Outer Banks) — вузьку смужку землі, що знаходиться між західним узбережжям Атлантичного океану і континентальною частиною США. Брати вибрали цю місцевість через те, що там сильні вітри і багато піску: гарантована м'яка посадка у випадку невдачі.

## Назва
Назва місцевості походить від однієї з вернакулярних назв дрібного хижого птаха kitty hawk.

## Історія

### Політ братів Райт
17 грудня на мілинах встановилася вітряна погода. Під час першої спроби літак  «Flyer I» протримався в повітрі 12 секунд, пролетівши  120 футів (36 м), вдруге 200 футів, а третя спроба дала понад 800 футів (240 метрів), що було достатньо для офіційної реєстрації факту польоту.
Великий камінь з меморіальною табличкою встановлений на місці старту, менші камені позначають місця приземлення. Їх встановлено у 1928 році на 25 річницю польоту.
Подія була настільки резонансною, що навіть «Калєндар Українського Союза на рік 1919» подав цю подію як гідну відзначення:
|  | Перший раз взнесли ся у воздух на лїтаку братя Райт в місцевости Кітті Гок, Норт Керолайна, дня 19. грудня 1903 р. і лїтали на просторони 800 стіп. |

Українсько-американський дослідник Джордж Грабович називає політ братів Райт однією з головних подій століття:
|  | ...брати Райт у Кітті-Гок, американський прапор над Іводзімою, промова доктора Мартіна Лютера Кінґа, астронавти у відкритому космосі — усе це аж бринить американськими цінностями героїзму, самопожертви та технологічної досконалості. |

## Географія
Кітті-Гок розташоване за координатами 36°4′12″ пн. ш. 75°43′2″ зх. д. / 36.07000° пн. ш. 75.71722° зх. д. (36.070120, -75.717216).  За даними Бюро перепису населення США в 2010 році місто мало площу 21,44 км², з яких 21,02 км² — суходіл та 0,43 км² — водойми.

### Клімат
| Клімат : Кітті-Гок      | Клімат : Кітті-Гок | Клімат : Кітті-Гок | Клімат : Кітті-Гок | Клімат : Кітті-Гок | Клімат : Кітті-Гок | Клімат : Кітті-Гок | Клімат : Кітті-Гок | Клімат : Кітті-Гок | Клімат : Кітті-Гок | Клімат : Кітті-Гок | Клімат : Кітті-Гок | Клімат : Кітті-Гок | Клімат : Кітті-Гок |
| Показник                | Січ.               | Лют.               | Бер.               | Квіт.              | Трав.              | Черв.              | Лип.               | Серп.              | Вер.               | Жовт.              | Лист.              | Груд.              | Рік                |
| Середній максимум, °C   | 10,1               | 11,1               | 14,1               | 18,6               | 22,8               | 26,9               | 29,1               | 28,3               | 25,7               | 21,3               | 16,8               | 12,2               | 19,8               |
| Середня температура, °C | 6,6                | 7,4                | 10,2               | 14,7               | 19,2               | 23,8               | 26,2               | 25,8               | 23,2               | 18,3               | 13,5               | 8,7                | 16,5               |
| Середній мінімум, °C    | 3,0                | 3,8                | 6,3                | 10,8               | 15,6               | 20,8               | 23,4               | 23,2               | 20,7               | 15,3               | 10,2               | 5,1                | 13,2               |
| Норма опадів, мм        | 107                | 89                 | 98                 | 87                 | 95                 | 109                | 126                | 151                | 134                | 96                 | 93                 | 94                 | 1279               |
| Вологість повітря, %    | 69.9               | 69.5               | 67.4               | 67.6               | 70.2               | 73.9               | 75.3               | 74.7               | 73.5               | 71.1               | 72.0               | 71.7               | 71.4               |
| ----------------------- | ------------------ | ------------------ | ------------------ | ------------------ | ------------------ | ------------------ | ------------------ | ------------------ | ------------------ | ------------------ | ------------------ | ------------------ | ------------------ |
| Джерело: PRISM          |                    |                    |                    |                    |                    |                    |                    |                    |                    |                    |                    |                    |                    |

## Демографія
Згідно з переписом 2010 року, у місті мешкали 3272 особи в 1415 домогосподарствах у складі 927 родин. Густота населення становила 153 особи/км².  Було 3196 помешкань (149/км²).
Расовий склад населення:
| - 96,3 % — білих - 1,1 % — афроамериканців - 0,8 % — азіатів - 0,2 % — корінних американців - 0,1 % — вихідців з тихоокеанських островів |

До двох чи більше рас належало 1,1 %. Частка іспаномовних становила 2,9 % від усіх жителів.
За віковим діапазоном населення розподілялося таким чином: 18,7 % — особи молодші 18 років, 66,4 % — особи у віці 18—64 років, 14,9 % — особи у віці 65 років та старші. Медіана віку мешканця становила 45,4 року. На 100 осіб жіночої статі у місті припадало 97,6 чоловіків;  на 100 жінок у віці від 18 років та старших — 96,3 чоловіків також старших 18 років.
Середній дохід на одне домашнє господарство  становив 73 571 долар США (медіана — 55 431), а середній дохід на одну сім'ю — 73 025 доларів (медіана — 58 098). Медіана доходів становила 43 750 доларів для чоловіків та 34 724 долари для жінок. За межею бідності перебувало 6,9 % осіб, у тому числі 12,2 % дітей у віці до 18 років та 2,4 % осіб у віці 65 років та старших.
Цивільне працевлаштоване населення становило 1903 особи. Основні галузі зайнятості: фінанси, страхування та нерухомість — 20,8 %, освіта, охорона здоров'я та соціальна допомога — 13,8 %, роздрібна торгівля — 13,2 %.

## У літературі
Один з героїв роману «Історія світу в 10 1/2 розділах» лауреата Букерівської премії Джуліана Барнса астронавт Спайк раз-у-раз згадує свою поїздку хлопцем до Кітті-Гока, яка надихнула його стати авіатором та астронавтом.